# Eleonora Binazzi
Eleonora Binazzi (Bagno a Ripoli, 17 febbraio 1990) è una calciatrice italiana, difensore della Worange Pistoia.

## Carriera

### Giocatrice
Giocatrice della Fiorentina dai tempi del giglio, per passare poi al Primadonna Firenze. In maglia viola con la Fiorentina ha vinto un campionato e una Coppa Italia per poi passare all'Arezzo e tornare nuovamente ad essere una componente fondamentale della squadra.

### Allenatrice
Dopo essere stata dal settembre 2015 all'estate 2017 allenatore della squadra "Pulcini" della ACF Fiorentina Women's, la neonata formazione di bambine della Fiorentina, composta da bimbe nate dal 2004 al 2007, con il suo passaggio all'Arezzo le viene affidata la responsabilità tecnica della formazione Campionato Primavera.

## Palmarès

### Club
- Campionato italiano: 1

Fiorentina: 2016-2017
- Coppa Italia: 1

Fiorentina: 2016-2017
- Supercoppa italiana: 1

Fiorentina: 2018-2019
- Campionato italiano di Serie A2: 1

Firenze: 2009-2010